# العلاقات البوليفية التونسية
العلاقات البوليفية التونسية هي العلاقات الثنائية التي تجمع بين بوليفيا وتونس.
السفير التونسي في فرنسا هو المعتمد لدى بوليفيا، بينما تمثيلية هذه الأخيرة لدى تونس غير معروفة.

## مقارنة بين البلدين
هذه مقارنة عامة ومرجعية للدولتين:
| وجه المقارنة                                              | بوليفيا                                          | تونس                                       |
| --------------------------------------------------------- | ------------------------------------------------ | ------------------------------------------ |
| المساحة (كم2)                                             | 1.10 مليون                                       | 163.61 ألف                                 |
| عدد السكان (نسمة)                                         | 11.05 مليون                                      | 11.53 مليون                                |
| الكثافة السكانية (ن./كم²)                                 | 10.05                                            | 70.47                                      |
| العاصمة                                                   | سوكري، لاباز                                     | تونس                                       |
| اللغة الرسمية                                             | اللغة الإسبانية، اللغة الأيمرية، كتشوا، غوارانية | اللغة العربية                              |
| العملة                                                    | بوليفاريو بوليفي                                 | دينار تونسي                                |
| الناتج المحلي الإجمالي (بليون دولار)                      | 37.51 مليار                                      | 40.26 مليار                                |
| الناتج المحلي الإجمالي (تعادل القوة الشرائية) بليون دولار | 74.58 مليار                                      | 129.05 مليار                               |
| الناتج المحلي الإجمالي الاسمي للفرد دولار أمريكي          | 3.08 ألف                                         | 3.87 ألف                                   |
| الناتج المحلي الإجمالي للفرد دولار أمريكي                 | 6.63 ألف                                         | 11.44 ألف                                  |
| مؤشر التنمية البشرية                                      | 0.662                                            | 0.721                                      |
| رمز المكالمات الدولي                                      | +591                                             | +216                                       |
| رمز الإنترنت                                              | .bo                                              | .tn                                        |
| المنطقة الزمنية                                           | 00                                               | ت ع م+01:00، توقيت وسط أوروبا، ت ع م+02:00 |

## منظمات دولية مشتركة
يشترك البلدان في عضوية مجموعة من المنظمات الدولية، منها:
| علم المنظمة | اسم المنظمة                        | تاريخ انضمام بوليفيا | تاريخ انضمام تونس |
| ----------- | ---------------------------------- | -------------------- | ----------------- |
|             | الاتحاد البريدي العالمي            | ?                    | ?                 |
|             | مؤسسة التنمية الدولية              | 21 يونيو 1961        | 30 ديسمبر 1960    |
|             | منظمة حظر الأسلحة الكيميائية       | ?                    | ?                 |
|             | منظمة التجارة العالمية             | 12 سبتمبر 1995       | ?                 |
|             | الأمم المتحدة                      | 14 نوفمبر 1945       | 12 نوفمبر 1956    |
|             | وكالة ضمان الاستثمار متعدد الأطراف | 3 أكتوبر 1991        | 7 يونيو 1988      |
|             | منظمة الشرطة الجنائية الدولية      | ?                    | ?                 |
|             | مؤسسة التمويل الدولية              | 20 يوليو 1956        | 25 يوليو 1962     |
|             | الاتحاد الدولي للاتصالات           | 1 يونيو 1907         | 14 ديسمبر 1956    |
|             | البنك الدولي للإنشاء والتعمير      | 27 ديسمبر 1945       | 14 أبريل 1958     |
|             | يونسكو                             | 13 نوفمبر 1946       | 8 نوفمبر 1956     |

## وصلات خارجية
- موقع وزارة الخارجية البوليفية